# Pedro Lamy
José Pedro Lamy Viçoso (Aldeia Galega, 20 maart 1972) is een Portugese autocoureur. Hij maakte zijn Formule 1-debuut in 1993 bij Lotus en nam deel aan 32 Grand Prix, waarin hij één punt scoorde.
In 1989 debuteerde Lamy op zeventienjarige leeftijd in de Portugese Formule Ford, nadat hij al in de karts gereden had. In 1991 werd hij kampioen in de Formula Opel Lotus en kon hierdoor (en dankzij zijn manager Domingos Piedade) doorstromen naar de Duitse Formule 3. Hij won ook de Masters of Formula 3 in Zandvoort en werd tweede in de Grand Prix van Macau. Hij kon in de Formule 3000 aan de slag in 1993 en werd tweede in het kampioenschap met één punt achterstand op Olivier Panis.
Hetzelfde jaar debuteerde Lamy in de Formule 1 voor Lotus waar hij een geblesseerde Alessandro Zanardi verving. Hij scoorde geen punten, maar versierde wel een contract voor het seizoen 1994. Tijdens een testrit op Silverstone brak Lamy echter beide benen en kon een jaar niet meer racen. Hij kreeg midden 1995 wel een contract bij Minardi waar hij Pierluigi Martini verving en scoorde het enige punt voor het team bij de race in Adelaide. Lamy bleef bij het team in 1996 maar door een gebrek aan geld werd de auto nauwelijks doorontwikkeld. Na dit seizoen eindigde Lamy's Formule 1-carrière.
Hij stapte over naar FIA GT kampioenschap waarin hij in 1998 de GT2-klasse won. Hij racete in de 24 uren van Le Mans en de DTM voor het fabrieksteam van Mercedes maar was niet gelukkig met de behandeling die hij kreeg binnen het team. Hij stapte hierdoor ook over naar Zakspeed waarvoor hij de 24 uren-race op de Nurbürgring tweemaal op rij won. In 2004 racete hij in een aantal races voor BMW. Hij won ook de GTS-klasse in de Le Mans Series met een Ferrari 550 Maranello voor Larbre Compétition. In 2005 werd Lamy fabrieksrijder voor Aston Martin voor de 24 uren van Le Mans, hij racete ook nog voor BMW en het Larbre-team in het FIA GT kampioenschap.
In 2005 werd Lamy aangekondigd als rijder voor het A1GP-team van Portugal. Lamy kwam echter niet verder dan een aantal tests en Álvaro Parente werd de hoofdrijder. Daarop besloot hij voor Aston Martin te gaan rijden in de American Le Mans Series en de 24 uren van Le Mans.
Lamy was in 2007 fabrieksrijder voor Peugeot in de European Le Mans Series. Hij reed ook voor het team in de 24 uren van Le Mans.